# 波紋擬牙鯛
波紋擬牙鯛為輻鰭魚綱鱸形目鱸亞目鯛科的其中一種，分布於西印度洋區，從莫三比克至南非德班海域，體長可達120公分，棲息在岩礁區海域，屬肉食性，以魚類、魷魚等為食，可做為食用魚及遊釣魚。